# يوآش ملك إسرائيل
يوآش ملك إسرائيل (بالعبرية: יהואש) هو الملك الثاني عشر لمملكة إسرائيل الشمالية القديمة في السامرة، وهو ابن يهوآحاز ملك إسرائيل، قام وليام أولبرايت بتأريخ حكمه في الفترة من 801 إلى 786 قبل الميلاد، في حين يأرخها إدوين ثيلي في الفترة من 798 إلى 782 قبل الميلاد.
ملك بالاشتراك مع أبيه سنتين ووحده 14 سنة. يصفه الكتاب العبري بأنه حذا حذو يربعام الأول في عبادة العجل.

## عهده وفقًا للكتاب المقدس
وفقًا لسفر الملوك الثاني كان يوآش خاطئًا وعمل الشر في عيني الرب، وحمل شعبه على عبادة العجول الذهبية، حكم كملك لإسرائيل لمدة 16 عامًا وقاد الإسرائيليين من خلال بعض المعارك الحاسمة، بما في ذلك الحرب مع مملكة يهوذا.

### وفاة اليسع
ذهب يوآش لزيارة النبي اليسع الذي كان مريضاً وشارف على الموت، فبكى بجانب سريره وهو يموت. وتنبأ إليسع أن يهآش سيهزم الآراميين فقط ثلاث مرات بدلاً من خمس أو ست مرات، وهو ما قد يكون كافياً لإنهاء التهديد السوري. وبالفعل انتصر يوآش في ثلاثة انتصارات متتالية، وتغلب على السوريين، واستعاد منها المدن التي استولى عليها حزائيل من إسرائيل.

### الحرب ضد مملكة يهوذا
قاد يوآش جيش مملكة إسرائيل في معركة ضد مملكة يهوذا هزم فيها الملك أمصيا.
وهزم جيشه عند بيت شمس على بعد 20 ميلًا إلى الجنوب الغربي إلى أورشليم، وأخذ الذهب والفضة والآنية الموجودة في الهيكل وفي خزائن بيت الملك والرهنا إلى السامرة. أخذ يوآش الرهائن أيضًا لضمان حسن سيره.
بعد المعركة توفي قريبا ودفن في السامرة.